# C-17 Globemaster III
C-17 Globemaster III (укр. «Ґлоубма́стер-3») — американський стратегічний військово-транспортний літак виробництва компанії McDonnell Douglas. Розроблявся у 1980-х — початку 1990-х років. Літак виконує завдання зі стратегічного перекидання військ та вантажів повітрям навколо світу, а також десантування повітрянодесантних військ, медична евакуація тощо.
Літак перебуває на озброєнні повітряних сил США, Австралії, Катару, ОАЕ, Канади, Великої Британії, Індії та Кувейту, а також авіакрила важких перевезень НАТО. Всього було випущено 279 одиниць літаків, 29 листопада 2015 року був випущений та злетів у повітря останній екземпляр С-17 «Глоубмастер ІІІ».
Станом на початок 2021 року флот літаків C-17 мав понад 4 мільйони годин нальоту.

## Історія створення
У 1970-х роках керівництво Повітряних сил США почало шукати заміну своєму тактичному транспортному літаку С-130 «Геркулес». Провідні американські авіабудівельні компанії взяли участь у змаганнях за програмою створення «Передового транспортного літака короткого злету та посадки» (англ. Advanced Medium STOL Transport (AMST) на вимогу військової авіації, на якому Boeing запропонував YC-14, а McDonnell Douglas запропонував YC-15. Хоча обидва проєкти перевищили визначені вимоги, змагання AMST було скасовано ще до визначення переможця. У листопаді 1979 року ПС США розпочали програму C-X для розробки посиленого літака за вимогами АМСТ зі збільшеною дальністю польоту для розширення спроможностей своїх стратегічних авіаперевезень.
На 1980 рік військово-транспортна авіація США постала перед проблемою застарілості свого великого флоту стратегічних транспортних літаків С-141 «Старліфтер». Ситуація ускладнювалася через те, що в разі виникнення збройного конфлікту між НАТО і країнами Варшавського договору різко зростала роль стратегічних повітряних трансатлантичних перевезень військ через Атлантичний океан, з США в Західну Європу. Однак наявний на початок 1980-х роках у розпорядженні військово-транспортного командування парк літаків (головним чином, «Локхід» С-5 і С-141, а також машин цивільного резерву транспортної авіації) не повною мірою забезпечував потреби стратегічних перевезень. У жовтні 1980 року ПС США встановили вимоги та оприлюднили запит на отримання пропозицій для програми C-X. «МакДоннелл Дуглас» вирішив розробити новий літак на базі літака YC-15. «Боїнг» запропонував розширену тримоторну версію свого проєкту YC-14. Компанія «Локхід» представила дві конструкції: конструкцію на основі С-5 та збільшену конструкцію С-141.
28 серпня 1981 року «МакДоннелл Дуглас» була обрана за результатами змагань для створення запропонованого літака, який став С-17. Порівняно з YC-15, новий літак відрізнявся збільшеними габаритами і більш потужними двигунами та поліпшеною конструкцією планера. Прийняття на озброєння нового літака дозволяло замінити С-141 та частково зняти певний обсяг завдань, що покладалися на деякі обов'язки С-5 «Гелексі», звільнивши їх для перевезення негабаритних вантажів.

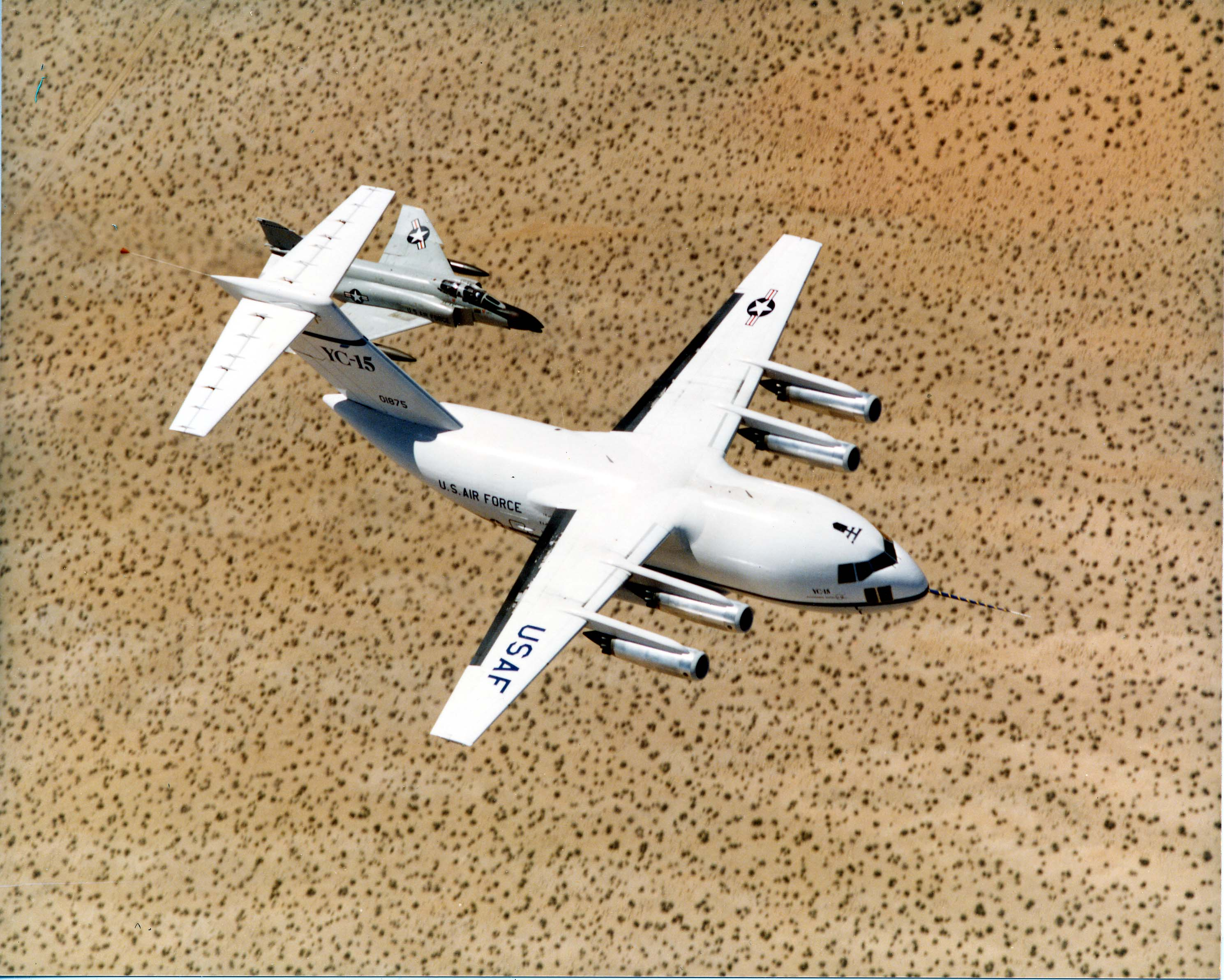
Прототип YC-15, який ліг в основу C-17

У грудні 1985 року було укладено повномасштабний контракт на розробку С-17. Перший політ був запланований на 1990 рік. ПС сформували вимогу на 210 літаків. Однак, наприкінці 1980-х років проблеми створення літака та обмежене фінансування спричинили затримку у термінах випуску першого зразка. У квітні 1990 року міністр оборони Дік Чейні скоротив замовлення з 210 до 120 літаків.
2 листопада 1987 року розпочалося будівництво першого літака. Відповідно до початкових планів його перший політ намічався на серпень 1990 року, проте в результаті ряду затримок, викликаних як технічними, так і фінансовими причинами, він відбувся лише 15 вересня 1991 року. У цей день прототип С-17 вперше піднявся у повітря на експериментальному аеродромі заводу «МакДоннелл Дуглас» у Лонг-Біч, Каліфорнія, приблизно на рік із запізненням від графіка.
11 квітня 1992 року було проведено перше дозаправлення літака в повітрі, в травні була зафіксована максимальна швидкість — 944 км/год (М = 0,875), 17 червня в польоті був вперше відкритий вантажний люк, а 9 липня 1993 року був виконано перше парашутне десантування. Максимальний вантаж, скинутий з борту С-17A, склав 18160 кг. У лютому 1993 року С-17A було присвоєно назву С-17A «Глоубмастер ІІІ».
25 травня 1994 року дослідний літак С-17A здійснив перший трансатлантичний переліт, приземлившись на аеродромі у Великій Британії.
У ході реалізації програма С-17A не раз піддавалася різкій критиці з боку Конгресу і військових: конструктивні недоліки і погане керівництво програмою. Вказувалося, що загальна вага С-17A більше на кілька тисяч кілограм, терміни його створення відстають від графіка на багато місяців, а двигуни літака не можуть працювати на режимі повної тяги внаслідок того, що від вихлопних газів перегріваються алюмінієві закрилки.
У травні 1993 року міністр оборони Лес Еспін звільнив генерал-майора ПС М.Бучко, директора програми літака С-17, за неправильне керівництво її реалізацією.
Однак роботи над новим літаком продовжувалися: жодна з можливих альтернатив не могла служити повноцінною заміною С-17A. Літаки С-5 і С-141 мали здатність експлуатуватися тільки з 850 з 10 000 ЗПС, наявних у світі (без урахування країн СНД і Китаю). Тільки С-130 міг експлуатуватися з коротких непідготовлених ЗПС. До того ж С-17A розрахований на перевезення майже вдвічі більшого вантажу в порівнянні з С-141 і С-130 і його доставку безпосередньо на театр воєнних дій без перевантаження на інші літаки. Крім того, навантаження та розвантаження С-17A відбуваються значно швидше.
У 1996 році міністерство оборони США замовило ще 80 літаків. У 1997 році відбулося злиття «МакДоннелл Дуглас» з конкурентом «Боїнг». У квітні 1999 року «Боїнг» запропонував знизити ціну на одиницю С-17, якщо ЗС США придбають ще 60; у серпні 2002 року замовлення було збільшено до 180 літаків. У 2007 році було замовлено 190 С-17 для потреб Повітряних сил США.
6 лютого 2009 року «Боїнг» уклав контракт на 2,95 мільярда доларів на 15 додаткових C-17, збільшивши загальний флот США до 205 та продовживши виробництво з серпня 2009 по серпень 2010 року. 6 квітня 2009 року міністр оборони США Роберт Гейтс заявив, що більше, ніж запланованих 205, не буде замовлено більше С-17. Однак, вже 12 червня 2009 року підкомітет з питань повітряних і сухопутних військ Комітету Збройних сил додав ще 17 С-17.

## Конструкція та дизайн
С-17 «Глоубмастер ІІІ» — середньоплан, виконаний за нормальною аеродинамічною схемою з фюзеляжем великого діаметра, крилом, що розташоване високо, і Т-подібним оперенням. Планер виготовлений в основному з алюмінієвих сплавів, частка композитних матеріалів становить 10-15 % (поверхні управління, кінцеві поверхні крила стулки шасі, залисини і обтічники). Гарантований ресурс планера — 30 000 льотних годин, з яких 10 % має припадати на польоти на висоті 90 м. Крило з кутом стрілоподібності 25 ° і надкритичним профілем, подовження 7,2. Кінцеві аеродинамічні поверхні (КАП), також з надкритичним профілем, мають висоту 2,9 м, площа 3,33 м2, кут стрілоподібності 30 °, кут нахилу убік від вертикалі — 15 °. Обшивка крила виконана з використанням панелей довжиною 26,82 м. Елерони — одні з найбільших компонентів конструкції, виготовлені з композитних матеріалів: площа одного елерона 5,9 м2, довжина 6,4 м, кінцева хорда 0,76 м, коренева 1,32 м.
Фюзеляж — типу напівмонокок зі скошеною вгору хвостовою частиною знизу якої розташовані два аеродинамічних гребені. Вантажна кабіна з задньою вантажною рампою, на якій в польоті може розміщуватися вантаж масою до 18,1 т. Рампа чотирисекційна з гідравлічним приводом встановлюється під різними кутами нахилу в залежності від типу вантажу або техніки, котрі завантажуються в літак.
Нижня частина фюзеляжу броньована для захисту від стрілецької зброї.

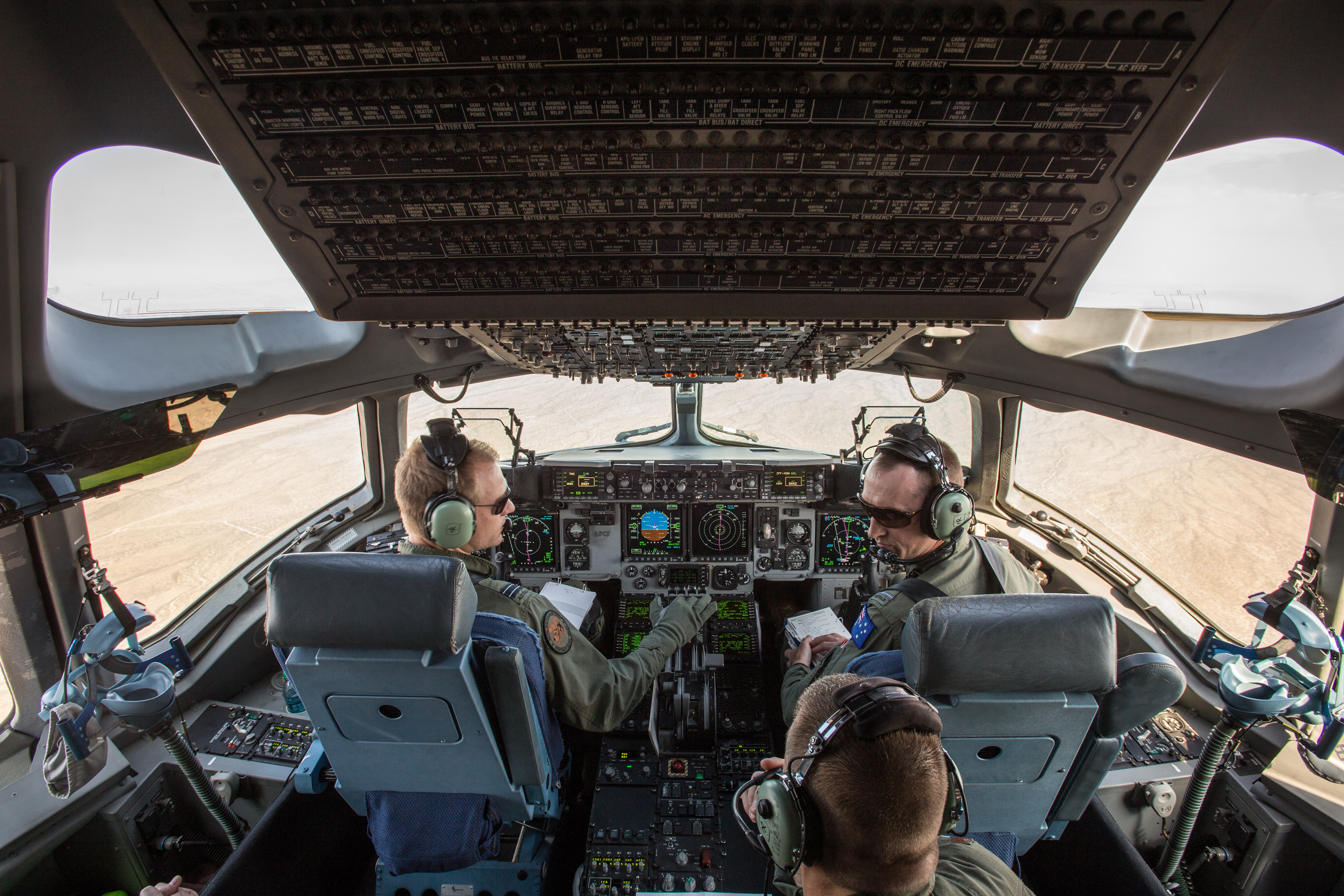
Кабіна екіпажу C-17 Королівських Повітряних сил Великої Британії. 2014

У вантажній кабіні С-17 можна розмістити танк M1A1 або M1A2, бойову машину піхоти M2 або БРМ M3 «Бредлі», вантажівки загальною масою до 45 т (по дві в ряд), «джипи» (по три в ряд), 155-мм самохідну артилерійську установку M109, до трьох бойових вертольотів AH-64 «Апач», до 18 контейнерів 463L з вантажем. Встановлено 54 незнімних відкидних сидіння для перевезення особового складу, також на борту є додаткові 48 сидінь (для розміщення по шість у ряд), по бортах встановлені стійки для кріплення 12 носилок. Передбачене безпосадочне десантування вантажів на платформах з гранично малих висот за допомогою витяжних парашутів (система LAPES) або викидання до 102 озброєних десантників парашутним методом.
Екіпаж — 3 особи.
Літак має триколісне шасі, що забирається, з гідравлічним приводом і можливість його аварійного випуску. Передня опора — двоколісна, основні опори — шестиколісні. Літак оснащений системою гальмування, що дозволяє зупинити машину на швидкості 240 км/год, масою 228 т на відрізку дороги 490 м за 14 секунд.
Силова установка — чотири двоконтурні турбореактивні двигуни Pratt & Whitney F117-PW-100, розташовані в підкрильних гондолах на пілонах.
Загальна ємність паливних баків становить 102 614 л. Літак оснащений системою дозаправлення паливом у повітрі.

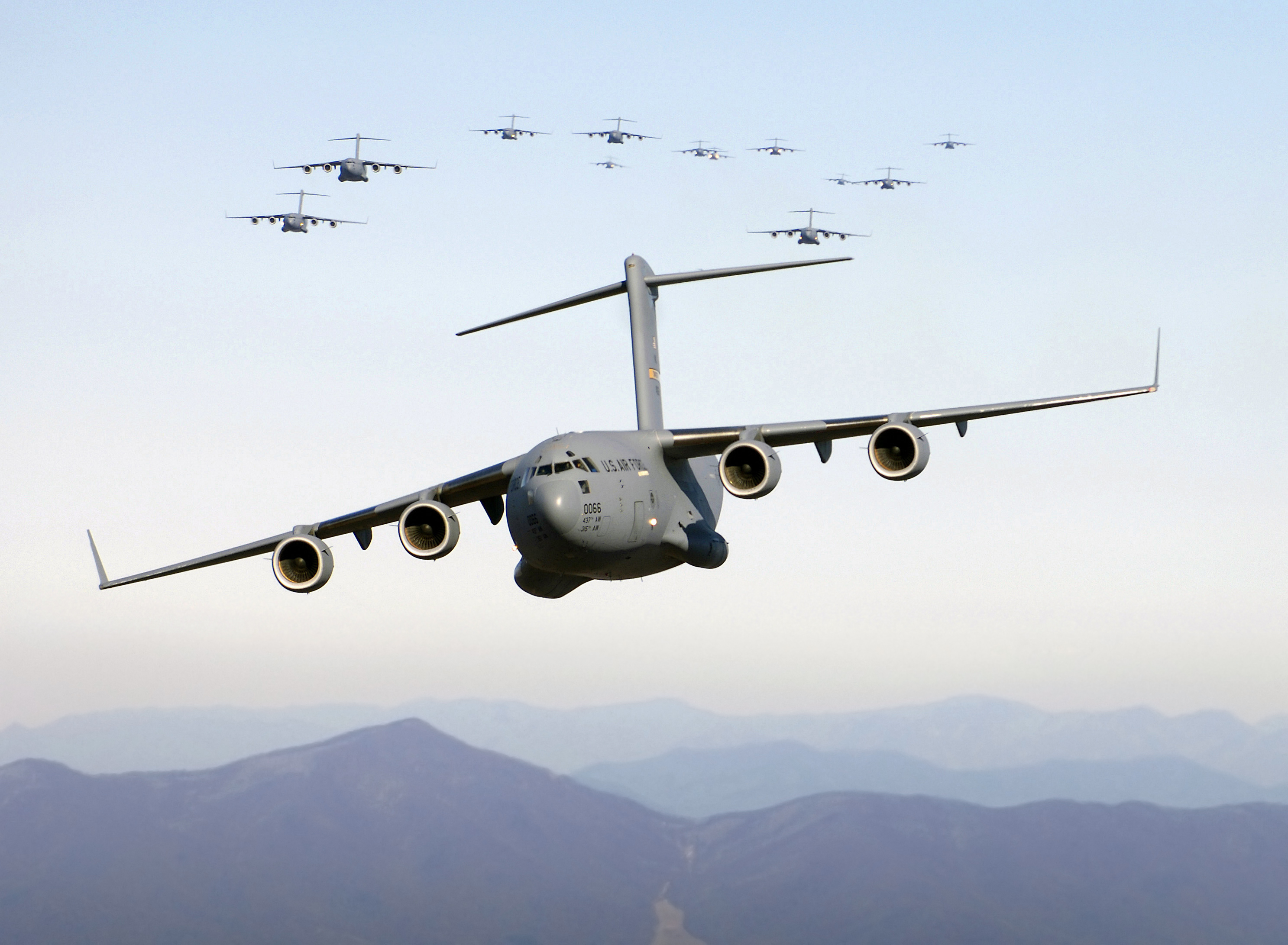
13 С-17 «Глоубмастер ІІІ» летять над Блакитним хребтом у Вірджинії. 20 грудня 2005

## Історія експлуатації
14 липня 1993 року на військово-повітряну базу в Чарлстоні, Південна Кароліна, надійшли перші С-17. 17 січня 1995 року перша ескадрилья американських ПС, 17-та транспортна, набула оперативної спроможності на літаках нового типу. У 1994 році C-17 був удостоєний найпрестижнішої премії в американській авіації — Collier Trophy. У доповіді Конгресу про результати проведення операції в Косові та операції «Союзницька сила», зазначалося, що «Однією з найзначніших історій успіху … стало застосування Повітряними силами C-17A». Ці транспортні літаки здійснили половину стратегічних місій з авіаперевезення в ході операції; вони могли використовувати невеликі аеродроми, полегшуючи операції; нетривалі за часом обороти з вантажами також довели значну ефективність літака.
26 березня 2003 року близько 1000 американських десантників 173-ї повітрянодесантної бригади були висаджені парашутним методом, 15 С-17 у контрольованому курдами районі в північному Іраку під час операції «Північна затримка» в контексті операції «Свободу Іраку». Це було перше бойове застосування транспортних літаків С-17 з десантування повітряного десанту.
З 2006 року почалося забезпечення транспортними літаками С-17 формувань Повітряних сил Національної гвардії США, зокрема Каліфорнії, Делаверу, Міссісіпі, Нью-Йорку тощо.
C-17 активно залучалася до перекидання повітрям особового складу, озброєння та військової техніки й майна під час операцій «Непохитна свобода» в Афганістані та «Свобода Іраку», а також місій гуманітарної допомоги в результаті жорстокого землетрусу на Гаїті 2010 року, повня в Сінді 2011 року.
Американські С-17 також використовувалися для надання допомоги союзникам у їхніх авіаперевезеннях, включаючи канадські транспортні засоби до Афганістану у 2003 році та австралійські сили під час розгортання військового компоненту у Східному Тиморі в 2006 році. В тому ж році, американські військово-транспортні літаки здійснювали перекидання повітрям 15 канадських танків «Леопард» C2 з Киргизстану в Кандагар на підтримку місії НАТО в Афганістані. У 2013 році п'ять американських C-17 підтримали французькі операції в Малі.

## Тактико-технічні характеристики

### Технічні характеристики
- Екіпаж: 3 людини
- Довжина: 53,04 м
- Розмах крила: 51,74 м
- Висота: 16,79 м
- Аеродинамічний профіль: DLBA 142
- Площа крила: 353,0 м ²
- Стрілоподібність крила: 25°
- Маса порожнього: 128 140 кг
- Маса максимальна злітна: 265 352 кг
- Маса палива: 102 614 л
- Об'єм вантажної кабіни:: 592 м3
- Двигун: 4 × ТРДДФ Pratt & Whitney F117-PW-100
  - Тяга: 4 × 170.81—194.54 кН

### Льотні характеристики
- Максимальна швидкість: 930 км/год (0,875 Маха)
- Крейсерська швидкість: 830 км/год
- Дальність польоту: 4 480 км (з вантажем 71 214 кг)
- Бойовий радіус:
  - з вантажем 36785 кг при перенавантаженні 3,0: 925 км
  - з вантажем 56245 кг при перенавантаженні 2,25 при польоті туди та без вантажу у зворотному напрямку: 3520 км
- Практична стеля: 13 715 м
- Потрібна довжина ЗПС:
  - 2 286 м (при зльоті з навантаженням 75750 кг)
  - 915 м (при посадці з навантаженням 75750 кг з використанням реверсу тяги)

## Країни-експлуатанти
- Австралія: 8 літаків C-17A ER

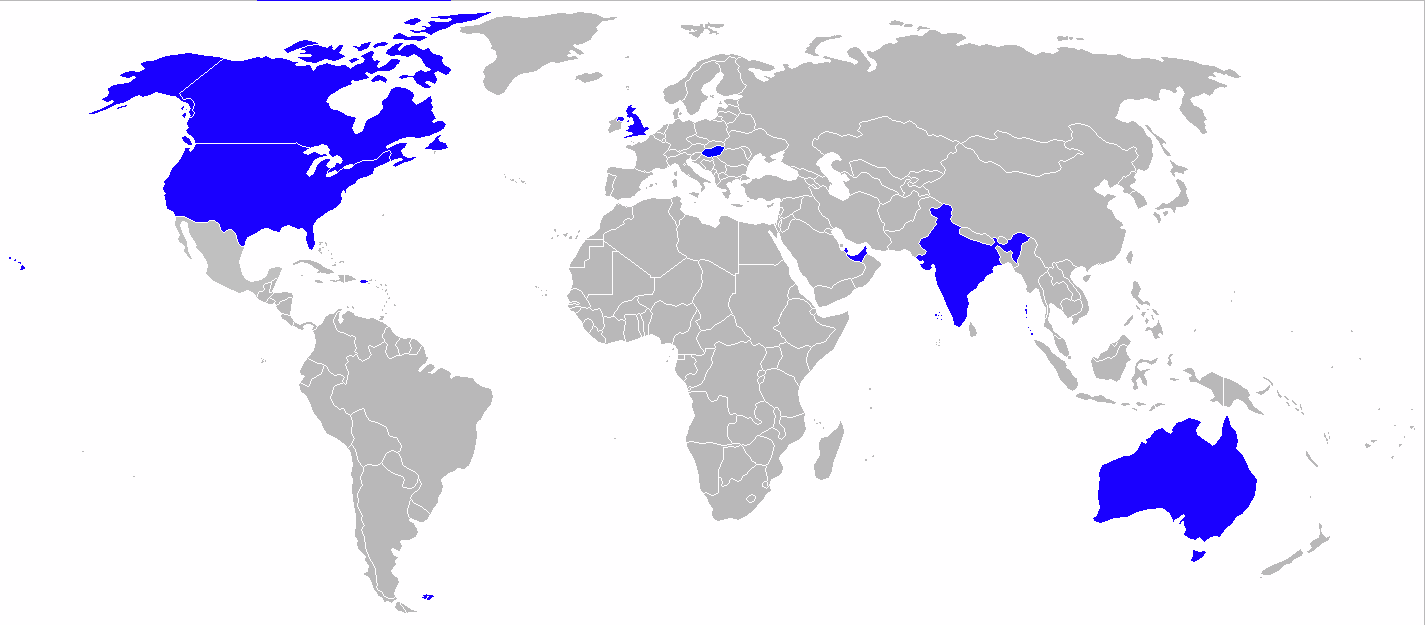
Карта країн, які мають на озброєнні С-17 «Глоубмастер ІІІ»

- Канада: 5 літаків CC-177 (C-17A ER)
- Індія: 11 C-17
- Катар: 8 літаків C-17A
- Кувейт: 2 літаки C-17
- ОАЕ: 6 C-17A на черзі
- НАТО: Засоби стратегічних авіаперевезень НАТО: 3 літаки C-17A
- Велика Британія: 8 літаків C-17A ER на службі
- США: ПС США: 222 літаки (157 — на активній службі, 47 — Повітряні сили Національної гвардії, 18 — Резерв ПС)

## Галерея

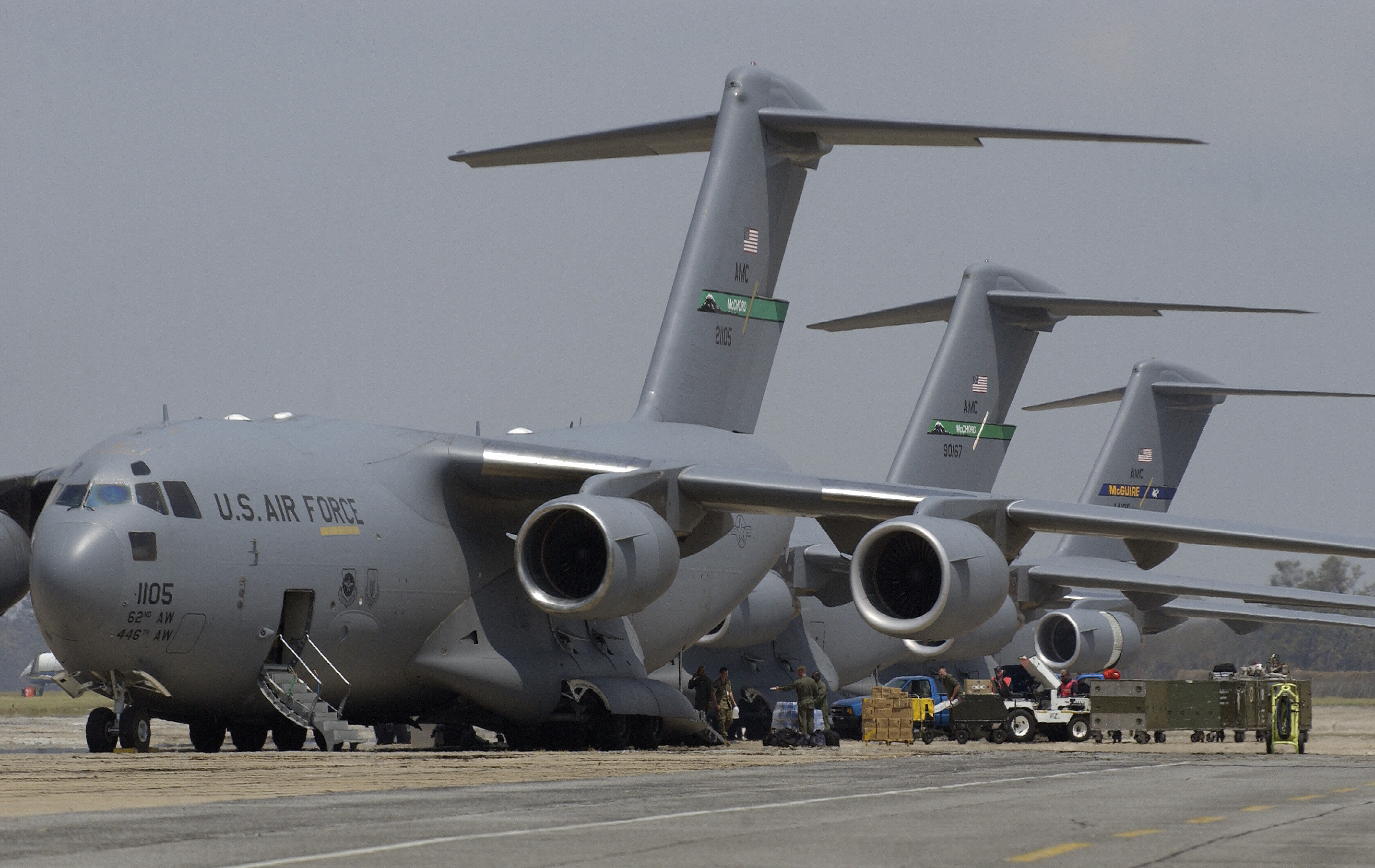
Транспортні літаки С-17 з гуманітарним вантажем для постраждалих в урагані Катріна. 31 серпня 2005
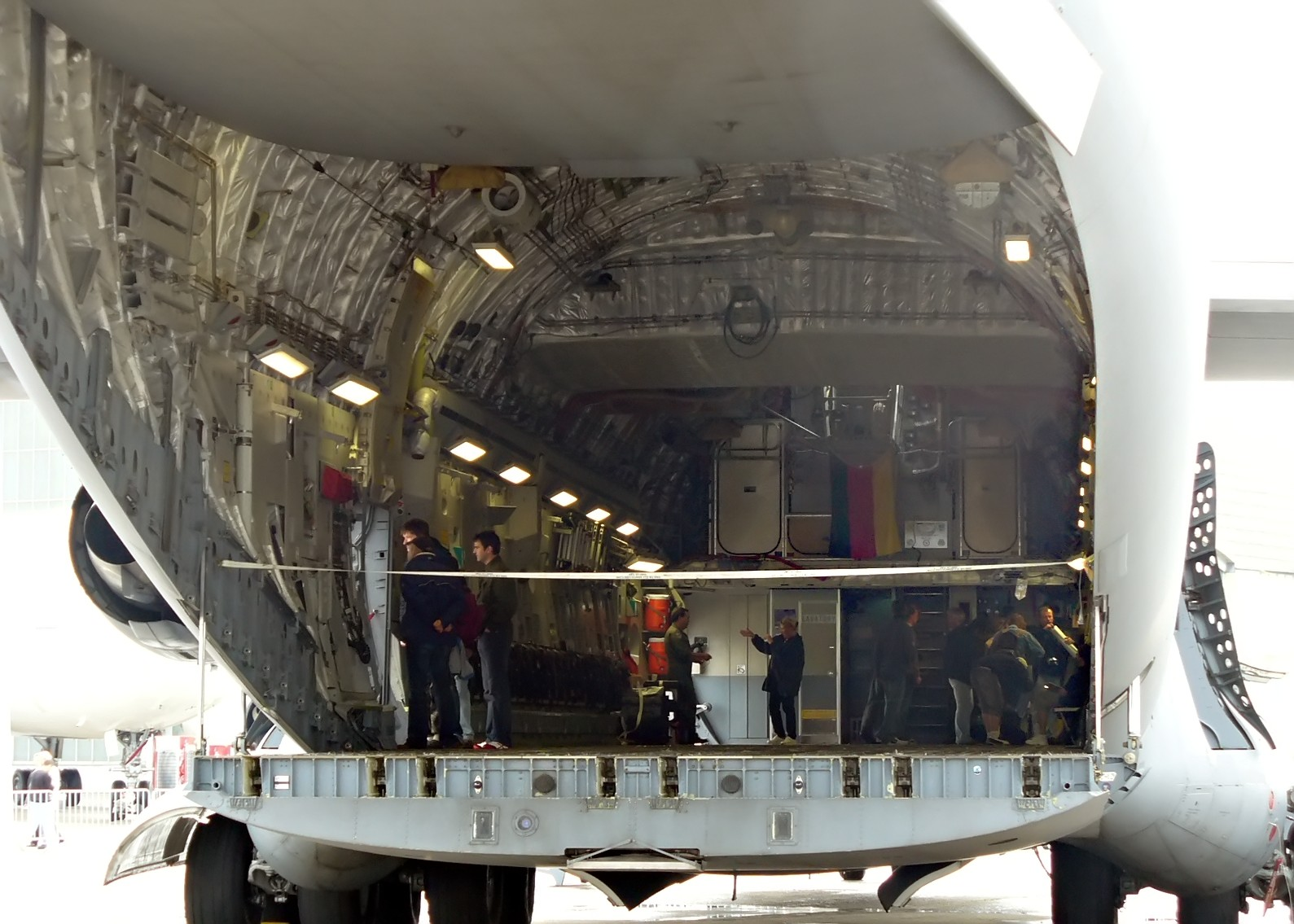
Рампа військово-транспортного літака С-17
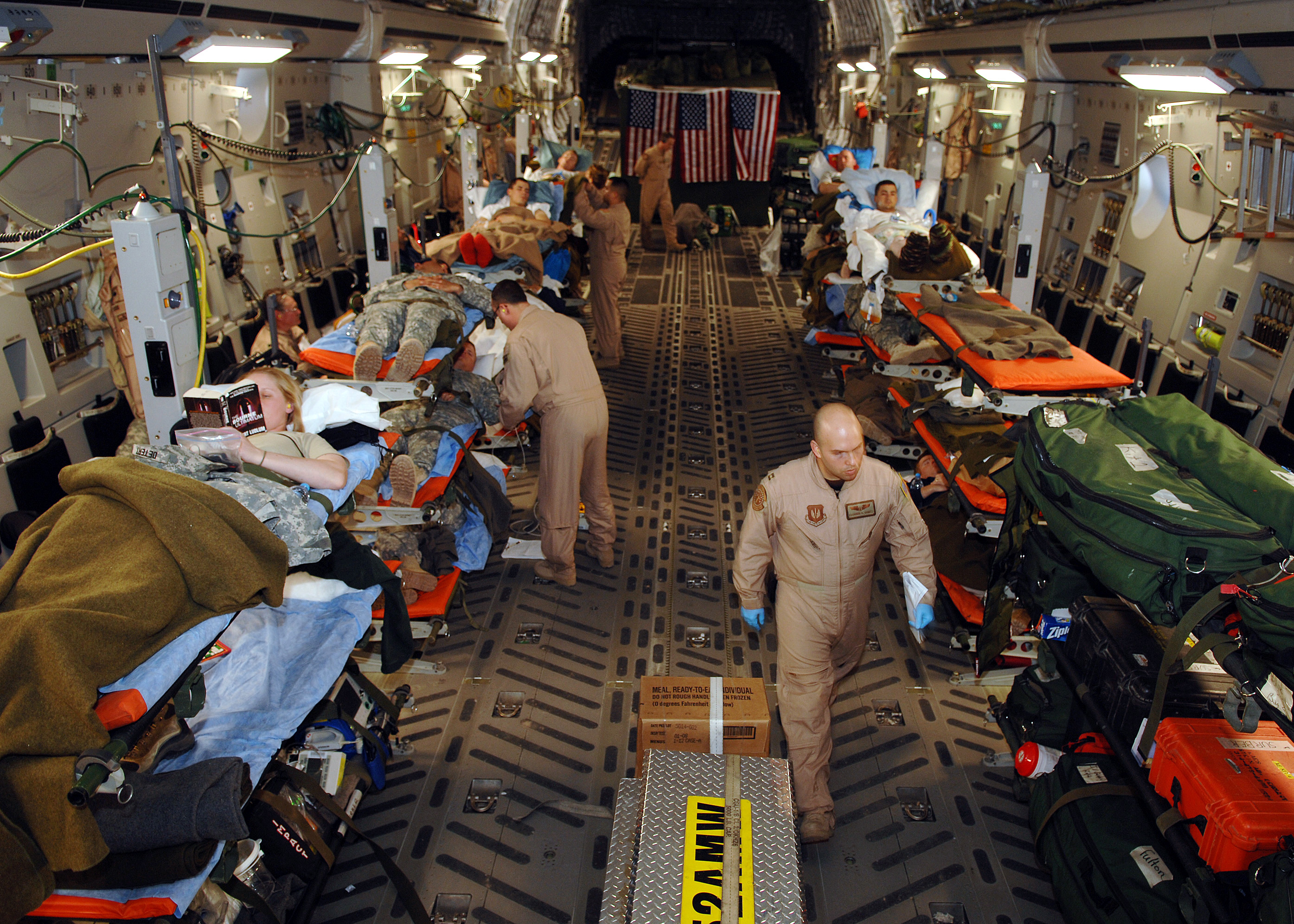
Військово-транспортний літак С-17 у варіанті медичного евакуатора
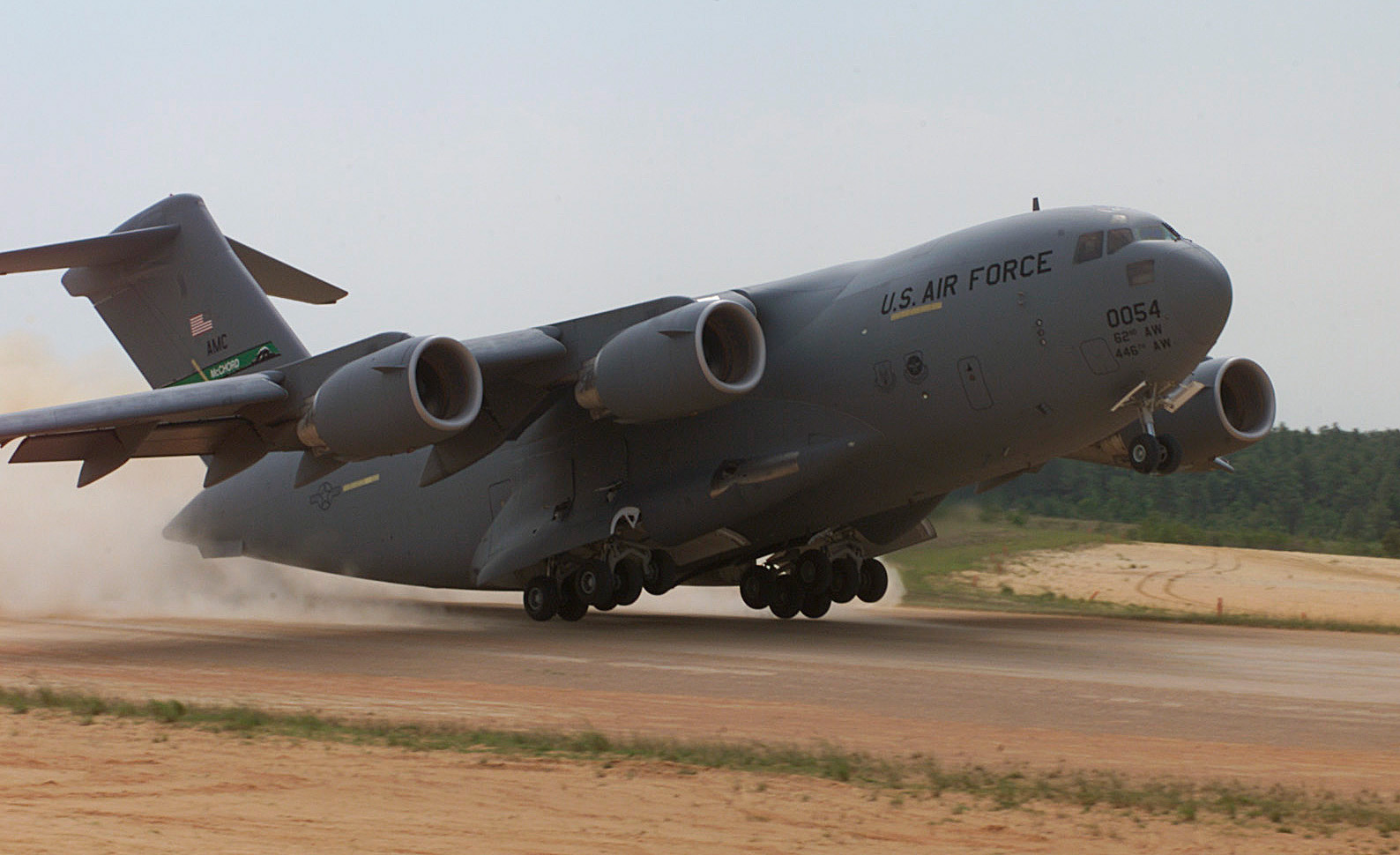
Приземлення літака
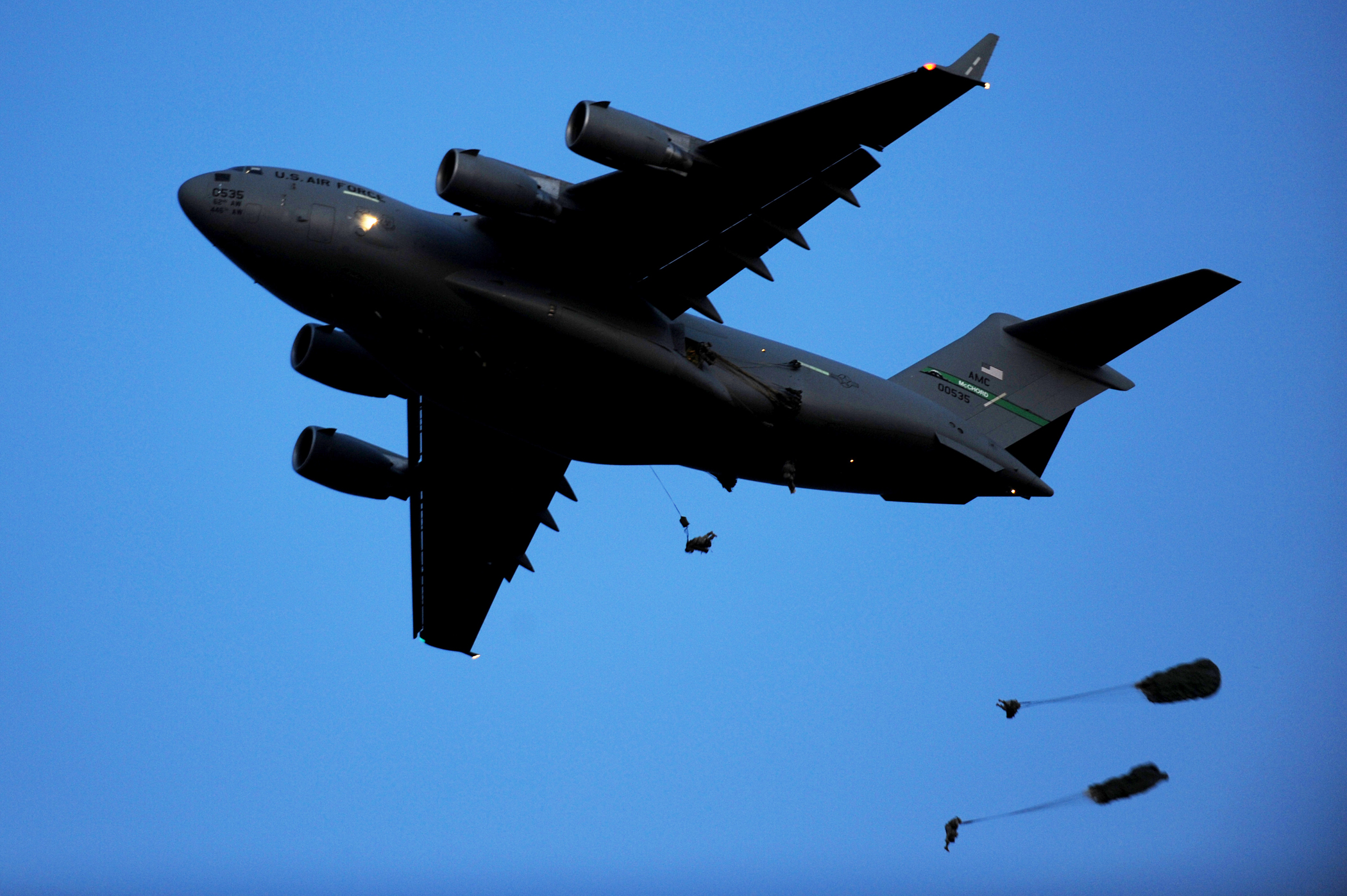
Десантники 82-ї дивізії на десантуванні
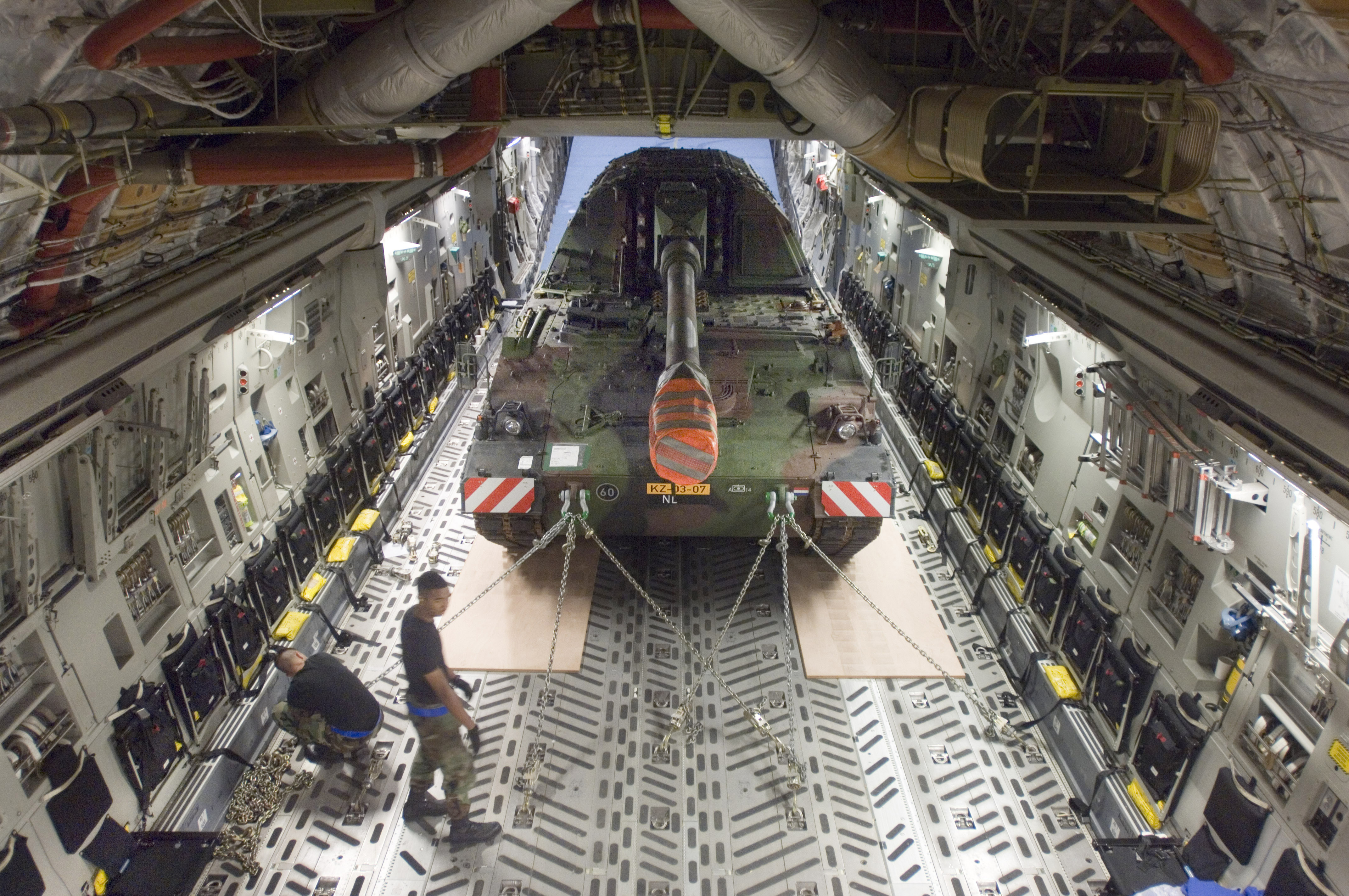
Завантаження голландської самохідної гаубиці PzH 2000 на борт С-17
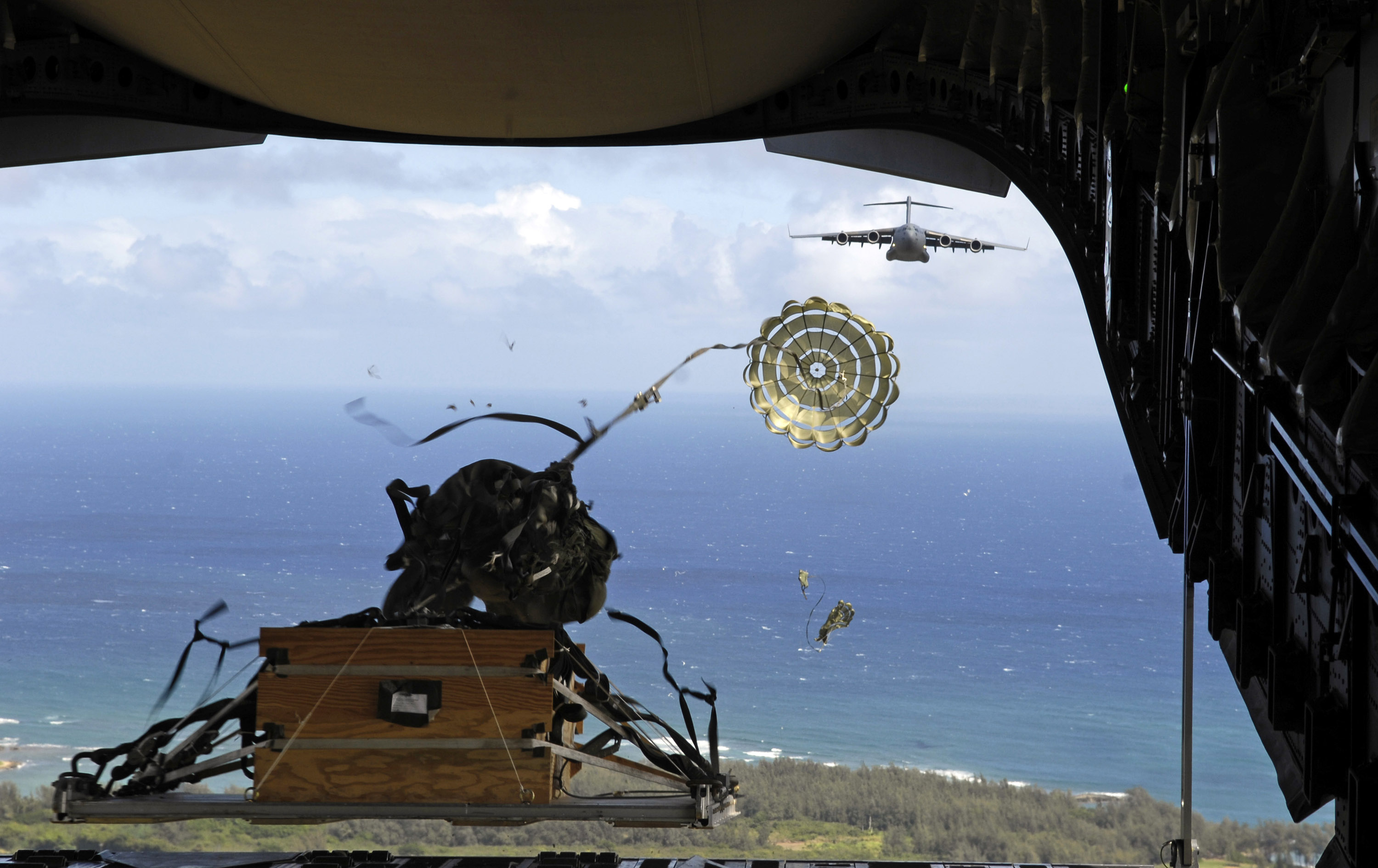
Десантування вантажів з борту С-17
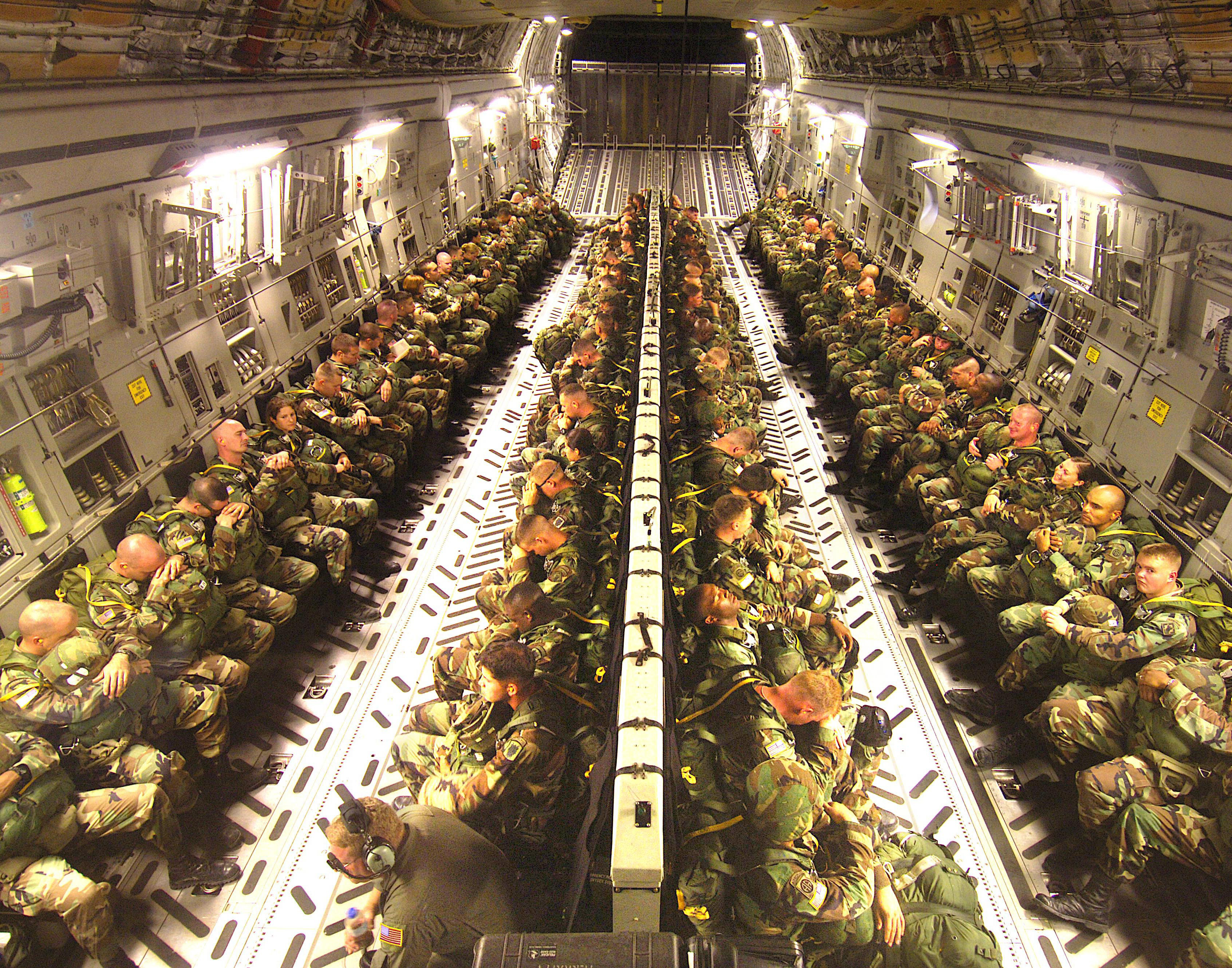
Парашутисти перед десантуванням
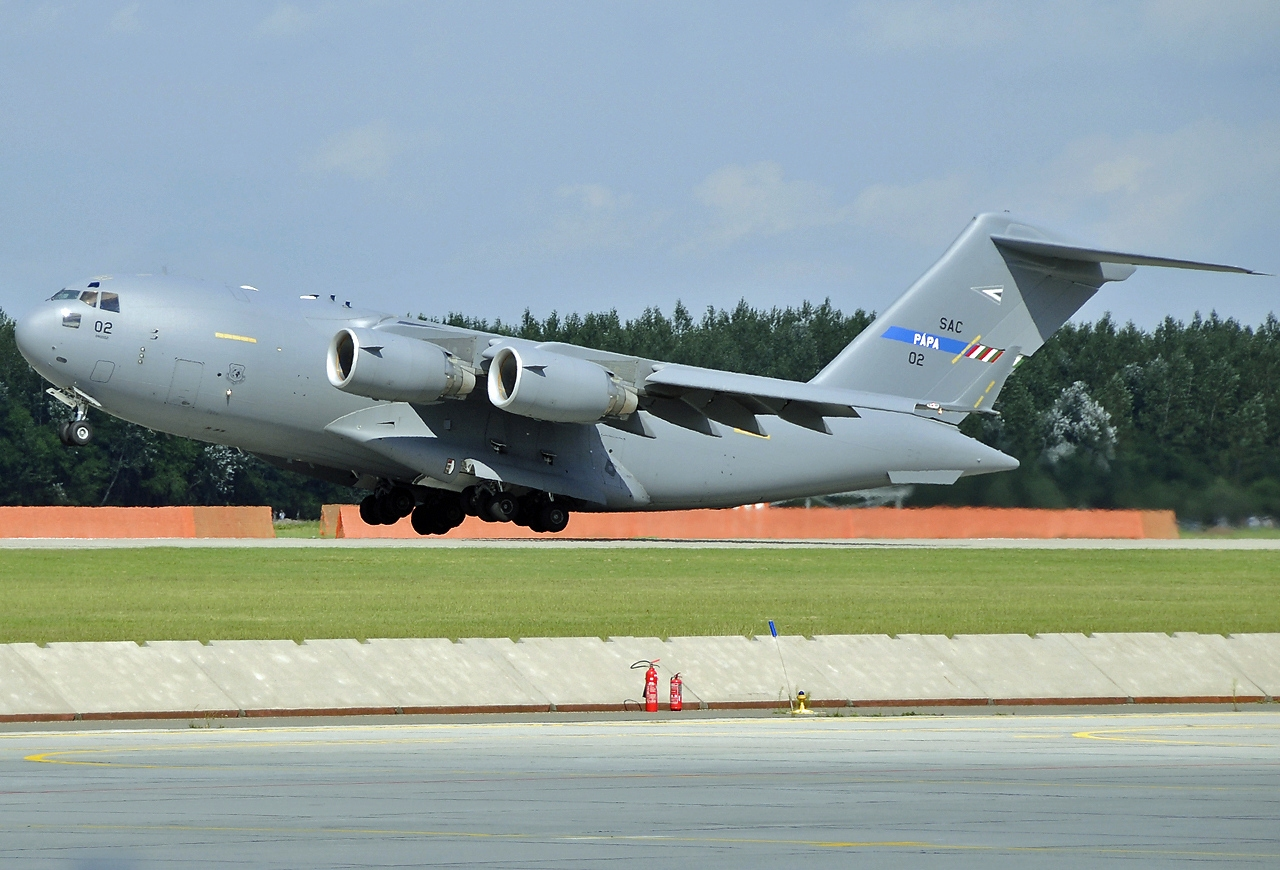
C-17A — один з літаків стратегічних авіаперевезень НАТО

## Літаки-аналоги
- Іл-76
- / Ан-22 «Антей»
- Airbus A400M Atlas
- / Ан-124 «Руслан»
- Kawasaki C-2
- Xi'an Y-20